# Poa jurassica
Poa jurassica là một loài thực vật có hoa trong họ Hòa thảo. Loài này được Chrtek & V.Jirasek miêu tả khoa học đầu tiên năm 1963.